# Georges Malempré
Georges Malempré, né en 1944 à Liège (Belgique), est titulaire d’une licence en politique économique et sociale de l’Université de Louvain (Belgique). Après avoir exercé des fonctions de direction dans plusieurs organismes nationaux et internationaux de jeunesse (Scoutisme, Assemblée mondiale de la jeunesse, notamment...), il a été nommé, en 1979, Conseiller au Cabinet du Ministre-Président de la Communauté française de Belgique, où il a été chargé de la politique de la jeunesse et de la formation professionnelle. De 1975 à 1979, il a exercé les fonctions de Secrétaire général de l’Université de paix (Belgique). Au cours de la même période, il a été Président de la Conférence et du Comité permanent des organisations internationales non gouvernementales bénéficiant du statut consultatif auprès de l’UNESCO.
G. Malempré est entré au Secrétariat de l’UNESCO, en janvier 1980, pour y exercer les fonctions de Chargé de liaison à la Section des relations avec les organisations non gouvernementales. Il a été promu en 1988, en qualité de Chef de la Division des organisations internationales non gouvernementales et des fondations (Bureau des relations extérieures). 
En avril 1992, il a été nommé Directeur adjoint, puis, en février 1997, Directeur du Cabinet du Directeur général de l’UNESCO, Federico Mayor. Le 1er janvier 1999, il a été promu, à titre personnel, au rang de Sous-directeur général.
Dans les semaines qui ont suivi son élection en tant que Directeur général de l’UNESCO, en novembre 1999, Kōichirō Matsuura a chargé G. Malempré de la mission d’élaborer un projet de Stratégie d’information du public et de communication de l’Organisation. Après approbation de la Stratégie par le Conseil exécutif de l’UNESCO, à sa session de printemps 2001, G. Malempré a été nommé, en juin 2001, au poste de Directeur du Bureau de liaison de l’UNESCO et de Représentant auprès de l’Organisation des Nations unies et des institutions spécialisées à Genève, fonction qu’il a exercée jusqu’à son admission à la retraite, en mai 2004.